# Wahlen 2002
◄◄ | ◄ | 1998 | 1999 | 2000 | 2001 | Wahlen 2002 | 2003 | 2004 | 2005 | 2006 | ► | ►►

Weitere Ereignisse
Die hier unvollständig aufgelisteten Wahlen und Referenden fanden im Jahr 2002 statt oder waren für das angegebene Datum vorgesehen.
Bei weitem nicht alle der hier aufgeführten Wahlen wurden nach international anerkannten demokratischen Standards durchgeführt. Enthalten sind auch Scheinwahlen in Diktaturen ohne Alternativkandidaten oder Wahlen, deren Ergebnisse durch massiven Wahlbetrug oder ohne fairen, gleichrangigen Zugang der konkurrierenden Kandidaten oder Parteien zu den Massenmedien zustande gekommen sind. 
Aufgrund der großen Zahl der Wahlen, die jedes Jahr weltweit durchgeführt werden, kann die Liste keinen Anspruch auf Vollständigkeit erheben. Angestrebt wird auf jeden Fall die Auflistung sämtlicher Wahlen von mindestens nationaler Bedeutung.:

## Afrika
- Parlamentswahlen in Gambia 2002
- Am 30. Juni fand die Parlamentswahl in Guinea 2002 statt.
- Präsidentschafts- und Parlamentswahl in Kenia 2002
- Parlamentswahl in Marokko 2002
- Kommunalwahlen in Somaliland 2002
- Parlamentswahl in Togo 2002
- Verfassungsreferendum in Tunesien am 26. Mai

## Amerika
- Am  28. Mai fanden die Präsidentschaftswahlen in Kolumbien 2002 statt.
- Am 16. Oktober fanden die Parlamentswahlen in Jamaika statt.
- Am 20. Oktober fand die Präsidentschafts- und Parlamentswahl in Ecuador 2002 statt (am 24. November fand die Stichwahl der Präsidentschaftswahl statt).
- Am 5. November fanden die Wahl zum Repräsentantenhaus der Vereinigten Staaten 2002 statt.
- Am 5. November fand die Wahl zum Senat der Vereinigten Staaten 2002 statt.
- Am 3. Dezember fand die Parlamentswahl in Grönland 2002 statt.

## Asien
- am 24. Februar fand die Parlamentswahl in Laos statt
- am 28. Februar fand die Wahl des Hong Kong Chief Executive statt
- am 14. April fanden die Präsidentschaftswahlen in Osttimor 2002 statt
- am 15. Juli fand die  Präsidentschaftswahl in Indien statt
- 11. August fand eine Präsidentschaftswahl in der international nicht anerkannten 'Republik Bergkarabach' statt
- am 10. Oktober fand die Parlamentswahl in Pakistan statt
- am 3. November fand die Parlamentswahl in der Türkei 2002 statt
- am 19. Dezember fand die Präsidentschaftswahl in Südkorea statt

## Europa

### Deutschland
- Am 22. September fand die Bundestagswahl 2002 statt.

Außerdem fanden folgende Landtagswahlen statt:
- Am 21. April in Sachsen-Anhalt, siehe Landtagswahl in Sachsen-Anhalt 2002
- Am 22. September in Mecklenburg-Vorpommern, siehe Landtagswahl in Mecklenburg-Vorpommern 2002

### Wahlen zu mehreren Terminen
| Staat       | Staat   | Wahl/Abstimmung                     | Kategorie                    |
| ----------- | ------- | ----------------------------------- | ---------------------------- |
| Deutschland | Sachsen | Bürgermeisterwahlen in Sachsen 2002 | Bürgermeisterwahl in Sachsen |

### Frankreich
- Präsidentschaftswahl in Frankreich 2002 am 21. April und 5. Mai.
- Französische Parlamentswahl 2002 9. und 16. Juni

### Irland
- Wahlen zum Dáil Éireann 2002 am 17. Mai

### Lettland
- Parlamentswahl in Lettland 2002 am 5. Oktober

### Niederlande
- Am 15. Mai 2002 fand die Parlamentswahl in den Niederlanden 2002 statt.

### Österreich
- Am 24. November 2002 fand die Nationalratswahl in Österreich 2002 statt.

### Portugal
- Parlamentswahl in Portugal 2002 am 17. März

### Schweden
- Am 15. September fand die Wahl zum Schwedischen Reichstag 2002 statt.

### Schweiz
- Am 4. Dezember fand eine Ersatzwahl für die zurückgetretene Bundesrätin Ruth Dreifuss, siehe Bundesratswahl 2002, statt.

### Slowakei
- Parlamentswahl in der Slowakei 2002 am 20. und 21. September

### Slowenien
- Präsidentschaftswahl in Slowenien 2002 am 10. November und 1. Dezember 2002

### Tschechien
- Senatswahl in Tschechien 2002 am 25. und 26. Oktober 2002